# Гуго Великий
Гуго Великий, также Гуго Белый или Гуго Аббат (фр. Hugues le Grand; ок. 897 — 16 июня 956, Дурдан, близ Парижа) — маркиз Нейстрии, граф Парижа и Орлеана с 922 года, герцог франков с 25 июля 936 года, герцог Аквитании в 955 году. Сын короля Роберта I и Беатрисы де Вермандуа.

## Биография
После того, как его отец, Роберт I, был в 922 году выбран королём Франции, Гуго получил в управление его владения — маркграфство Нейстрия.
После гибели в бою в 923 году Роберта I, новым королём Франции стал ближайший соратник погибшего и его зять Рауль I. В 936 году он умер бездетным. Гуго Великий не стал сам занимать трон после смерти шурина, а возвёл на престол Людовика IV Заморского, сына короля Карла III Простоватого, жившего на родине матери — в Англии. 25 июля 936 года новый король даровал Гуго титул Герцога франков (dux francorum). Это был титул практически второго человека в государстве. И фактически управление Францией оказалось в руках Гуго. В непосредственном управлении короля находился город Лаон с окрестностями.
В первую очередь Гуго постарался прибрать к своим рукам герцогство Бургундия, в котором правил брат покойного короля Рауля, Гуго Чёрный, который отказался признать нового короля. В результате Гуго Великий и король Людовик захватили Лангр и Северную Бургундию. Поздней осенью Гуго Чёрный заключил мир с королём, по которому ряд графств в Северной Бургундии (Осер, Труа, Сенс) отошли к Гуго Великому, а Южная Бургундия с Лангром, Дижоном и аббатством Сен-Жермен остались в руках у Гуго Чёрного. Фактически в руках Гуго Великого оказалась половина герцогства Бургундия.
Но уже в 937 году король решил действовать самостоятельно, постаравшись вырваться из под опеки Гуго Великого. В итоге между королём Людовиком, которого поддержал ряд крупных феодалов (граф Арнульф I Фландрский, граф Гильом I де Пуатье, граф Раймунд III Понс Тулузский, герцог Гуго Бургундский), обеспокоенных возрастающей мощью герцога Франции, и самим герцогом, заключившим союз с графом Гербертом II де Вермандуа и Вильгельмом I Нормандским , разразилась война. Кроме того, в 942 году, Людовик сблизился и заключил мир с королём Германии Оттоном I, женившись на его сестре Герберге, вдове герцога Гизельберта Лотарингского. В результате войны Гуго захватил оставшуюся часть Бургундии (ноябрь 942 года).
Но вскоре Гуго лишился двух главных союзников. 17 декабря 942 года в Пикиньи Арнульфом Фландрским был убит герцог Нормандии Вильгельм I, оставившего малолетнего сына Ричарда, который оказался под опекой Людовика. В следующем, 943 году, Людовику удалось схватить и повесить Герберта II де Вермандуа, сыновья которого занялись дележом отцовских владений.
В 945 году норманны заманили в ловушку и захватили в плен короля Людовика, а Гуго добился передачи короля ему. Позже Гуго захватил и Лаон.
В 946 году Гуго выпустил Людовика на свободу и заново принес ему оммаж. Удалившись в Компьен, король отправил послов к шурину Оттону. Он жаловался ему на причиненное насилие и просил оказать поддержку. Придерживаясь принципа равновесия, Оттон Германский поддержал Людовика. Вместе с королём Бургундии Конрадом он вторгся в Западное королевство во главе большой армии. Три короля встретились под стенами Реймса и осадили город. На шестой день осады архиепископ Гуго покинул город, а горожане сдались королю. Людовик опять возвел Артольда (Арто) в прежний сан.
От Реймса короли пошли войной на герцога Гуго, пожгли и разграбили все его земли от Сены до Луары, потом вторглись в Нормандию и начисто опустошили её. Отомстив за обиду, Оттон вернулся в Германию, а Людовик отправился в Реймс. По инициативе Оттона собор предал Гуго Великого анафеме осенью 946 года за мятеж против короля и разграбление церквей.
Оттон отправил на помощь Людовику войско во главе со своим зятем герцогом Лотарингским Конрадом. Король подступил к Лану. Защитники оборонялись с большим упорством, приближалась зима, и Людовику пришлось отступить, не добившись успеха.
Весной 949 года Людовик возобновил войну. 60 его воинов под видом конюхов вошли в город, захватили ворота и держались до тех пор, пока не подоспел король со своим войском. Часть врагов укрылась в одной из башен. Людовик никак не мог захватить её и приказал возвести стену, чтобы отрезать её от города. Как раз в это время подоспела помощь от Оттона. Людовик вторгся во владения Гуго и, хотя не смог взять ни одного города, сильно опустошил его земли.
Герцог в гневе хотел ответить ему тем же, однако вскоре стало известно, что папа поддержал решение собора французских епископов и тоже предал Гуго проклятью. Многие прелаты съехались к Гуго и говорили ему, что опасно пренебрегать анафемой, что подданные должны подчиняться королю и что они не могут больше поддерживать его мятеж. Побежденный этими доводами, герцог смиренно просил короля помириться с ним. В 950 году противники встретились на берегу Марны, где был заключён мир между королём Людовиком и герцогом Гуго. По его условиям Гуго вернул королю Лаон. Сам Гуго сохранил своё положение и даже увеличил зону своего влияния вплоть до Нормандии и, особенно, в Бургундии.
После внезапной смерти Людовика 10 сентября 954 года Гуго оказался регентом королевства при своём малолетнем племяннике Лотаре. Первым делом Гуго заставил короля пожаловать ему титул герцогов Бургундии и Аквитании. В 955 году Гуго договорился с герцогом Бургундии Жильбером о браке своего второго сына, Оттона, на старшей дочери Жильбера, наследнице большей части его владений, обеспечив присоединение Бургундии после смерти Жильбера. Годом раньше Гуго выдал замуж свою дочь Беатрису за могущественного графа Фридриха I де Бар, другая его дочь была обручена с герцогом Нормандии Ричардом.
В мае 955 года Гуго выступил против графа Пуатье Гильома, стремясь завоевать Аквитанию. Ему удалось разбить армию Гильома, но его собственная армия понесла при этом серьёзные потери. В результате чего Гуго был вынужден отступить. Таким образом попытка завоевания Аквитании провалилась.
8 апреля 956 года неожиданно умер герцог Бургундии Жильбер, оставив герцогство Гуго Великому. Но сам Гуго вскоре заболел и умер в Дурдане 16 июня, возможно от свирепствовавшей в Германии чумы. Похоронен он был в аббатстве Сен-Дени.

## Семья и дети
- 1-я жена: с ок. 914 Юдит Мэнская (ок. 895—925), дочь графа Роже дю Мэн.
- 2-я жена: с ок. 926 Эдхильда Уэссекская (907/910 — 26 января 937), принцесса Английская, дочь короля Эдуарда Старшего. Людовик IV Заморский приходился ей родным племянником по матери.
- 3-я жена: с 938, Майнц, Гедвига (Гатуида) Саксонская (ок. 922 — 10 мая 965), дочь короля Генриха I Птицелова. Имели 5 детей:
  1. Беатриса (938/942 — после 987); муж: с 954 Фридрих I (ок. 912—978/981), граф де Бар и герцог Верхней Лотарингии;
  2. Гуго Капет (ок. 940 — 24 октября 996), король Франции;
  3. Эмма (ок. 943 — после 968); муж: с ок.956 Ричард I Бесстрашный (ок. 932 — 10 ноября 996), герцог Нормандии;
  4. Оттон (до 944 — 23 февраля 965), герцог Бургундии;
  5. Эд Генрих (ок. 946 — 15 октября 1002), герцог Бургундии.

Также Гуго Великий имел как минимум одного незаконного сына:
- Герберт (ум.995), епископ Осера с 971